# 5e Stoottroepenleger
Het 5e Stoottroepenleger (Russisch: 5-я ударная армия) was een leger stoottroepen van het Rode Leger dat vocht in de Tweede Wereldoorlog.

## Commandanten
- luitenant-generaal Markian Popov: december 1942;
- luitenant-generaal, vanaf september 1943 kolonel-generaal Vjatsjeslav Tsvetajev: december 1942 - mei 1944;
- luitenant-generaal, vanaf april 1945 kolonel-generaal Nikolaj Berzarin: mei 1944 - juni 1945.
- kolonel-generaal Aleksandr Gorbatov: juni 1945 - december 1946.

## Slagorde

### 1942
Ten tijde van zijn oprichting omvatte het 5e Stoottroepenleger:
- 87e Divisie Fuseliers,
- 300e Divisie Fuseliers,
- 315e Divisie Fuseliers,
- 4e Gemechaniseerde Korps,
- 7e Pantserkorps,

### 1945
Bij het einde van de Tweede Wereldoorlog omvatte het 5e Stoottroepenleger:
- 26e Gardekorps Fuseliers,
- 9e Korps Fuseliers,
- 32e Korps Fuseliers,
- 11e Pantserkorps,
- 61e Geniebrigade,
- 4e Garde Antitankartilleriebrigade,
- 44e Garde Kanonartilleriebrigade.

## Historie
- Het 5e Stoottroepenleger werd op 9 december 1942 opgericht bij bevel van Stavka uit het 10e Reserveleger en toegewezen aan het Stalingrad Front.
- Het 5e Stoottroepenleger vocht bij Stalingrad, Rostov aan de Don, de Mioes, de Donbas, Melitopol, Iasi, Chisinau, Küstrin en Berlijn.
- Het 5e Stoottroepenleger nam deel aan de parade van de overwinnaars te Berlijn bij de Brandenburger Tor op 7 september 1945.
- Het 5e Stoottroepenleger maakte deel uit van de Groep van Sovjetstrijdkrachten in Duitsland.
- In december 1946 werd het 5e Stoottroepenleger ontbonden.